# Miljacka (rivière)
La rivière Miljacka est une rivière de Bosnie-Herzégovine qui traverse la ville de Sarajevo. Elle est d’ailleurs aussi connue sous le nom de « Rivière de Sarajevo ». La rivière est un affluent de la rivière Bosna. 

## Géographie

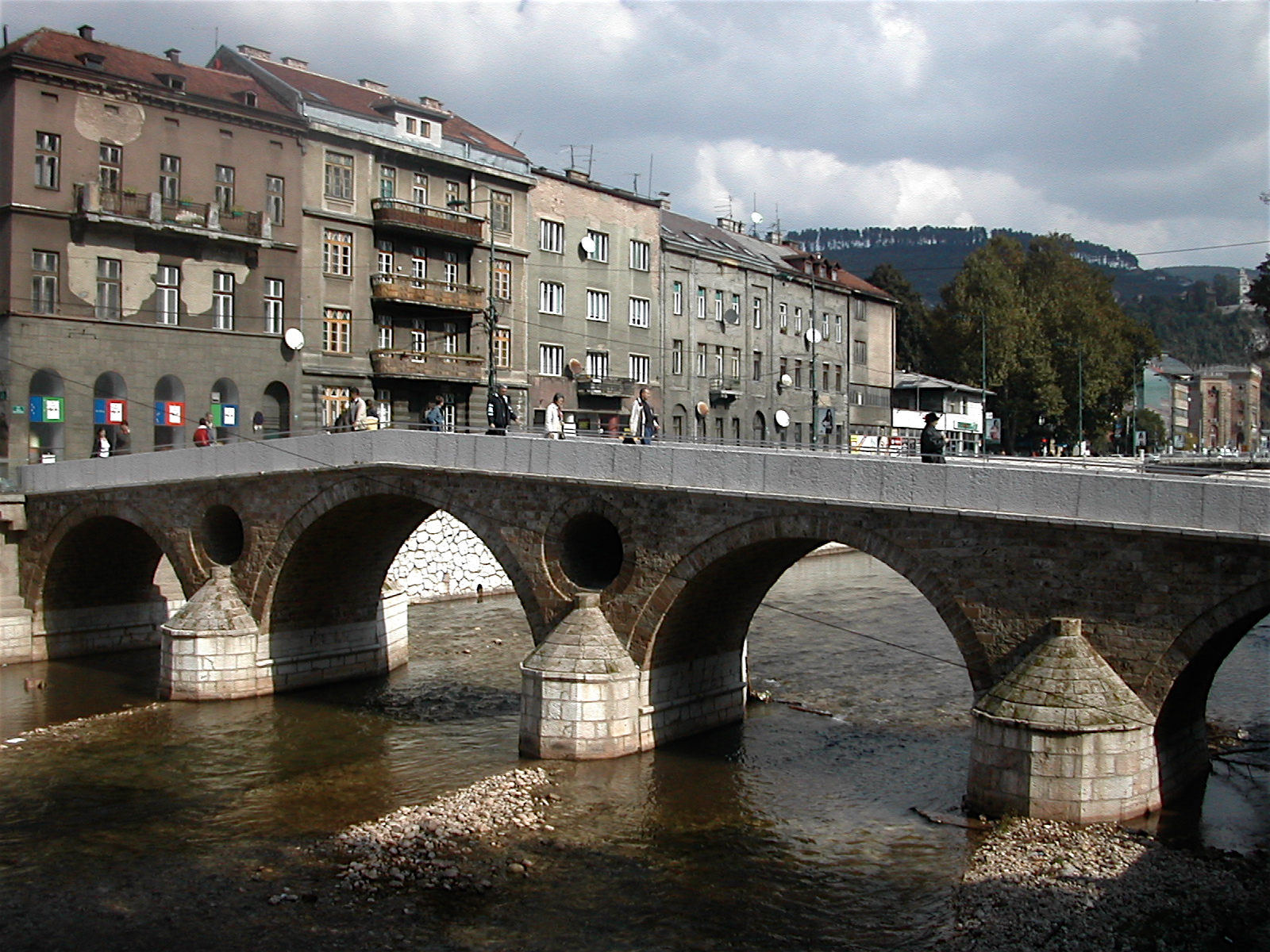
Pont latin à Sarajevo

Sa source se situe dans la ville de Pale plusieurs kilomètres à l’est de Sarajevo. Elle coule d’est en ouest.
La rivière est connue pour son odeur et pour ses eaux brunâtres, mais elle est tout de même appréciée par les habitants de Sarajevo. Plus de 20 ponts traversent la rivière, dont un réalisé par Gustave Eiffel. On trouve également le Pont latin à Sarajevo (ou « pont Princip ») à proximité du lieu de l’assassinat de François-Ferdinand d'Autriche par Gavrilo Princip. Cet assassinat fut l’élément déclencheur de la Première Guerre mondiale.